# باد کلاینن
باد کلاینن (به آلمانی: Bad Kleinen) یک شهر در آلمان است که در نوردوست‌مکلنبورگ واقع شده‌است. باد کلاینن ۳٬۷۰۷ نفر جمعیت دارد.